# Casa do Penedo
Casa Do Penedo — будинок у камені, що розташований між містом Фафе і селищем Кабесейраш-ді-Башту, на півночі Португалії. Casa Do Penedo перекладається українською мовою як Будинок-скеля. Цей незвичайний будинок, кількома стінами для якого служать величезні валуни, стоїть на вершині пустельного пагорба і майже непомітний здалеку. Побудував цей кам'яний будинок інженер з португальського міста Гімарайнш. Будівництво почалося в 1974 році, і загалом тривало 2 роки.

## Галерея

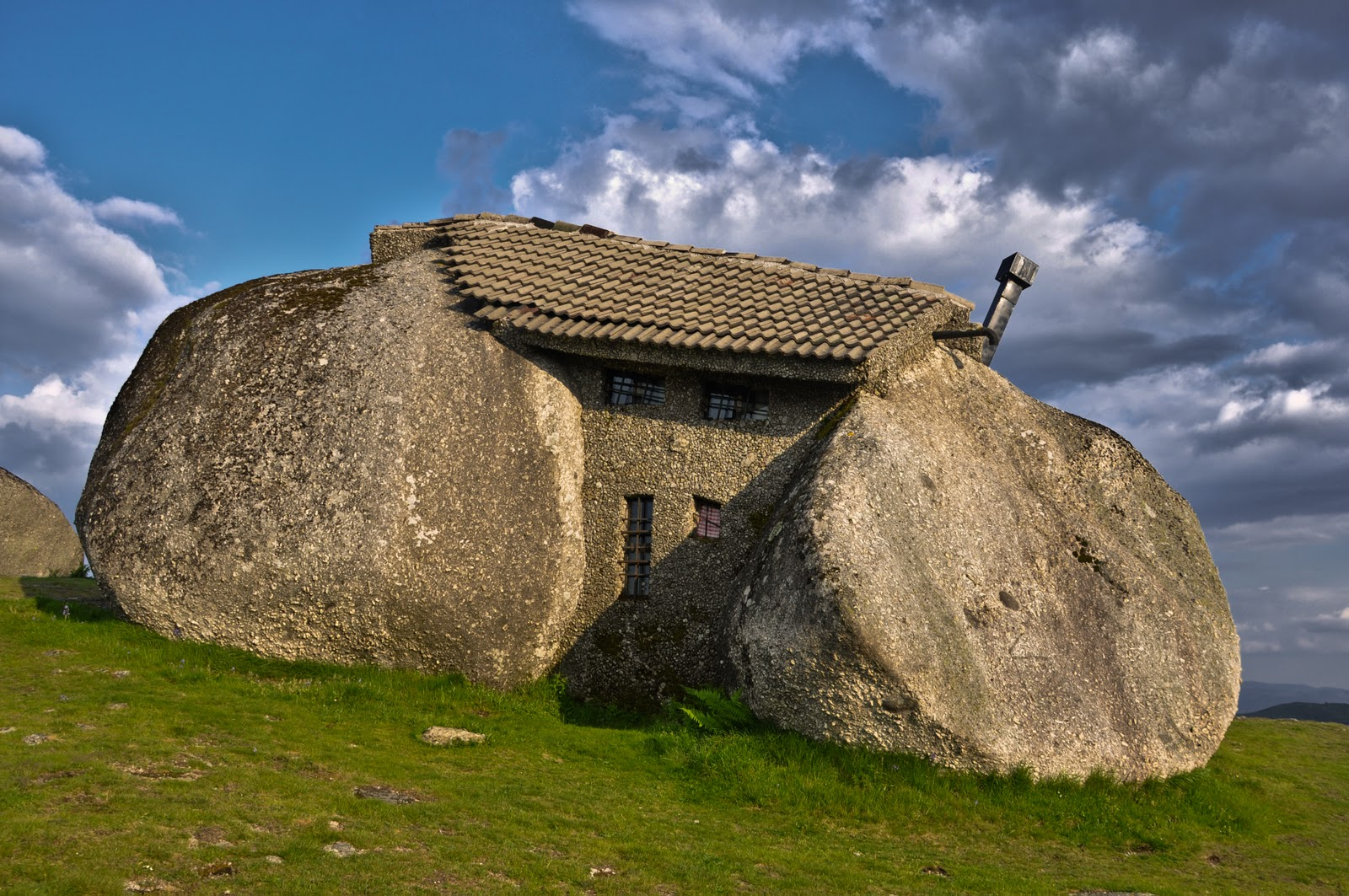
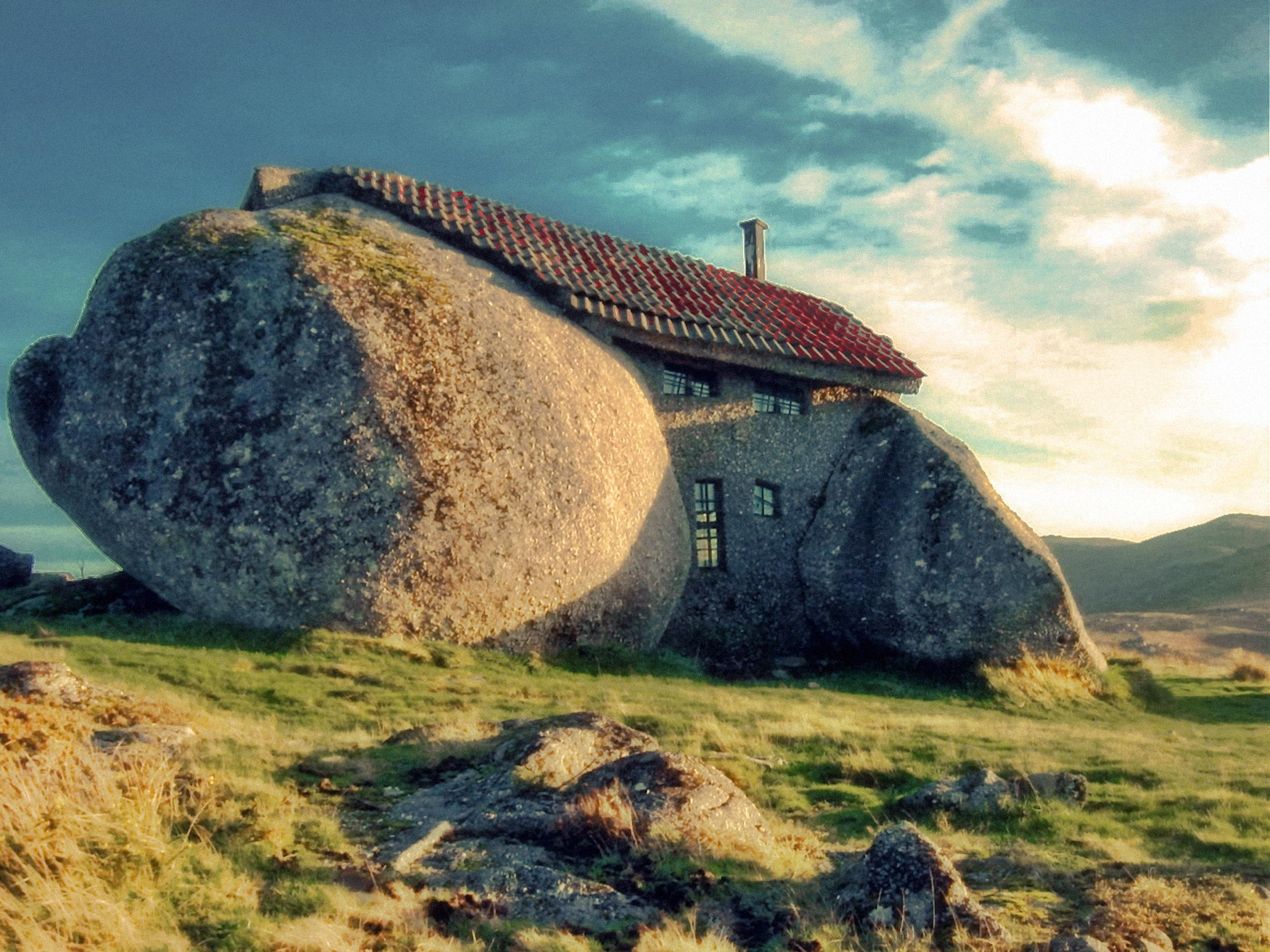

## Інтер'єр
Інтер'єр будинку оформлений в сільському стилі. Стіни, стеля, колони, вузькі сходи, що ведуть на другий поверх, — все виконано з дерева. Кожна кімната має свою неповторну форму. Залежно від розміру і форми самої брили, вона може бути трикутною або прямокутною. У будинку є затишний камін, всі ліжка зроблені на замовлення. Також загальну увагу приковує відсутність електричних проводів і наявність басейну. Спочатку будинок використовувався власниками як місце для відпочинку в сільській місцевості. Однак, з огляду на його оригінальність і цікавість численних туристів, власник Вітор Родрігес не міг повноцінно відпочити. У вихідні дні будинок взагалі нагадував місце паломництва. З популярністю, цікавими відвідувачами і любителями архітектури почали відбуватися і акти вандалізму. Розбиті вікна власнику будинку довелося перевстановлювати близько 20-30 разів. Тому тепер на вікнах ґрати, самі вікна куленепробивні, вхідні двері сталеві і вагою 400 кг. Оскільки усамітнитися в будинку було неможливо, в ньому заснували маленький музей з реліквіями та історичними фотографіями.